# Gare de Cambo-les-Bains
La gare de Cambo-les-Bains est une gare ferroviaire française de la ligne de Bayonne à Saint-Jean-Pied-de-Port, située dans le quartier du Bas-Cambo, du côté est de la Nive, face au bourg centre, sur le territoire de la commune de Cambo-les-Bains, dans le département des Pyrénées-Atlantiques, en région Nouvelle-Aquitaine.
Elle est mise en service en 1891, par la Compagnie des chemins de fer du Midi et du Canal latéral à la Garonne.
C'est une gare de la Société nationale des chemins de fer français (SNCF), desservie par des trains régionaux du réseau TER Nouvelle-Aquitaine.

## Situation ferroviaire

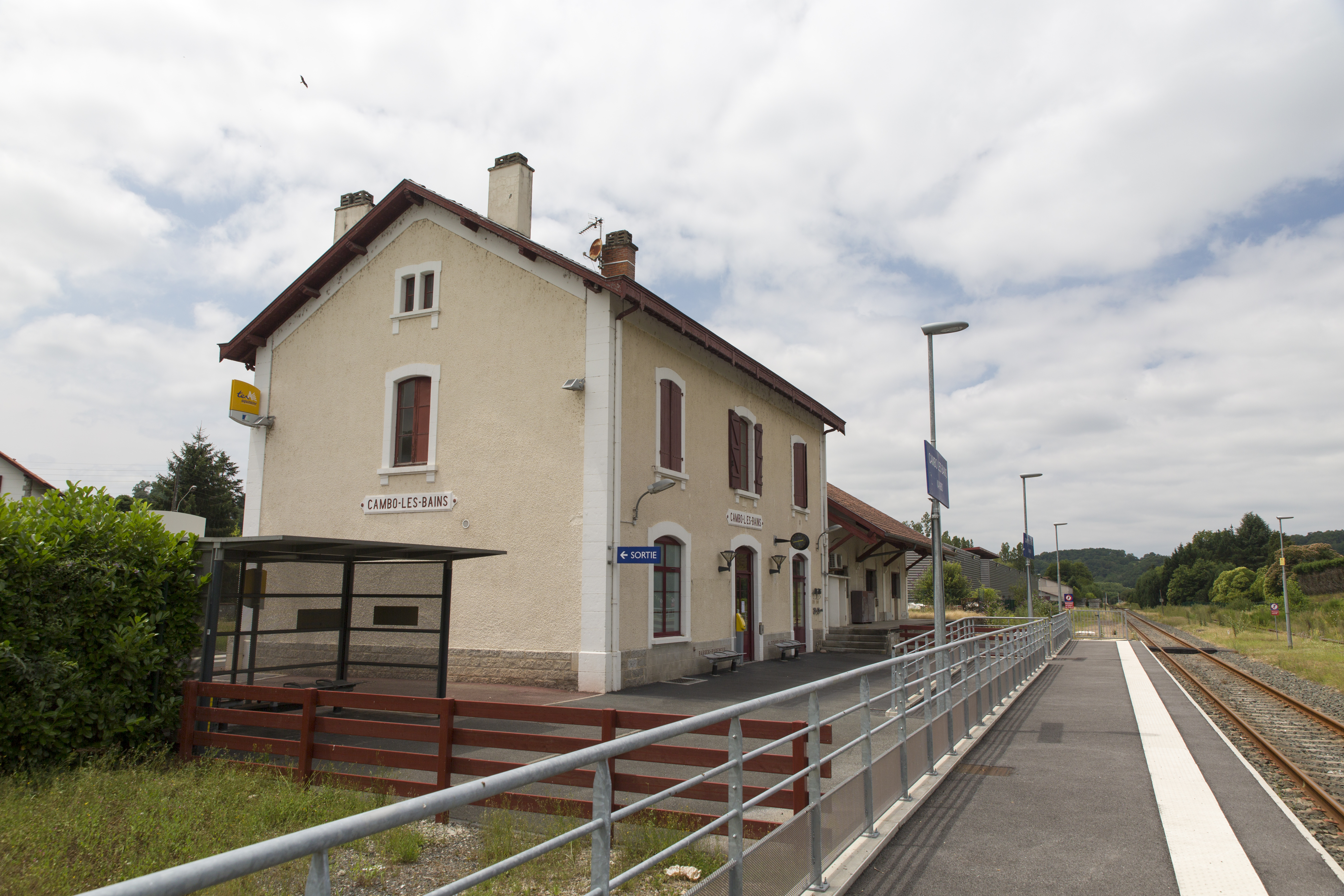
Le bâtiment voyageurs, le quai rénové et les voies.

Établie à 21 mètres d'altitude, la gare de Cambo-les-Bains est située au point kilométrique (PK) 216,625 de la ligne de Bayonne à Saint-Jean-Pied-de-Port (voie unique), entre les gares ouvertes de Halsou - Larressore et de Itxassou. S'intercalent, vers cette dernière, la gare fermée de Cambo-les-Thermes
C'est une gare d'évitement, qui dispose d'une deuxième voie pour le croisement des trains.

## Histoire
La station de Cambo-les-Bains est mise en service le 19 janvier 1891 par la Compagnie des chemins de fer du Midi et du Canal latéral à la Garonne (Midi), lorsqu'elle ouvre à l'exploitation la première section de Bayonne à Cambo-les-Bains,.
Elle devient une station de passage le 20 août 1892, lorsque la compagnie Midi ouvre à l'exploitation la deuxième section de Cambo-les-Bains à Ossès.
La fréquentation annuelle de la gare était de 3 391 voyageurs en 2002, 3 234 v. en 2006,de 6 990 voyageurs en 2014et de 32 692 voyageurs en 2022.

## Service des voyageurs

### Accueil
Gare SNCF, elle dispose d'un bâtiment voyageurs, avec guichet, ouvert tous les jours.

### Desserte
Cambo-les-Bains est une gare du réseau TER Nouvelle-Aquitaine, desservie par des trains régionaux de la relation Bayonne – Saint-Jean-Pied-de-Port.

### Intermodalité
Un parking est aménagé à ses abords.
Elle est desservie par des cars du réseau interurbain des Pyrénées-Atlantiques.